# Гайзенфельд, Лотта
Ло́тта Га́йзенфельд (швед. Lotta Giesenfeld; род. 11 марта 1962) — шведская кёрлингистка.
В составе женской сборной Швеции участник чемпионата мира 1990 (заняли шестое место) и чемпионата Европы 1990 (заняли шестое место). Чемпионка Швеции среди женщин и среди юниоров.
Играла в основном на позиции третьего.

## Достижения
- Чемпионат Швеции по кёрлингу среди женщин: золото (1990).
- Чемпионат Швеции по кёрлингу среди юниоров: золото (1980).

## Команды
| Сезон   | Четвёртый        | Третий            | Второй           | Первый           | Запасной      | Турниры                      |
| ------- | ---------------- | ----------------- | ---------------- | ---------------- | ------------- | ---------------------------- |
| 1979—80 | Carina Fredström | Лотта Гайзенфельд | Битте Берг       | Tette Alström    |               | ЧШЮ 1980                     |
| 1989—90 | Хелена Свенссон  | Лотта Гайзенфельд | Элизабет Ханссон | Анника Лёф       | Лена Мордберг | ЧШЖ 1990 · ЧМ 1990 (6 место) |
| 1990—91 | Анника Лёф       | Лотта Гайзенфельд | Хелена Свенссон  | Элизабет Ханссон | Лена Мордберг | ЧЕ 1990 (6 место)            |

(скипы выделены полужирным шрифтом)